# Aborto na Noruega
Na Noruega, o aborto é permitido em todos os casos até a 12ª semana de gestação, através de solicitação judicial até a 18ª semana, e em circunstâncias especiais depois desse tempo. A legislação e a opinião pública sobre o aborto mudaram drasticamente entre os séculos XX e XXI. Os índices de fertilidade e mortalidade materna do país são considerados aceitáveis pela Organização das Nações Unidas. Entre 1995 e 2000, a média de filhos por mulher era de 1,9; a taxa de mortalidade materna, nesse mesmo período, era de 6 para cada cem mil nascidos vivos.

## História

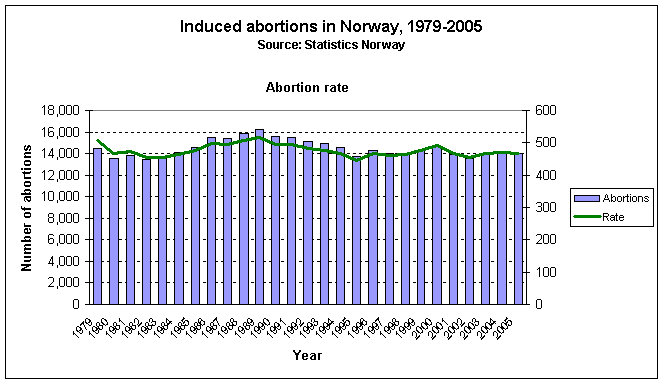
Índices de aborto na Noruega a partir do ano seguinte à legalização, não houve quedas ou ascensões significativa nos números, mantendo-se sempre ente 12 e 16 mil ao ano

A situação do aborto no país mudou radicalmente no final do século XX. Até 1964, o aborto era proibido, salvo em casos de risco de vida à mulher. A legislação que entrou em vigor nesse ano ampliou a possibilidade de aborto induzido, porém ainda o deixou restrito a casos específicos. Na próxima década, especificamente em 1975, o aborto podia ser realizado, se aprovado por um conselho médico, por motivos de sócio-econômicos.
A legislação mais recente sobre o aborto é de 1978, ano em que o aborto foi legalizado totalmente. A constituição fala que a mulher que é colocada em "sérias dificuldades" pela gravidez, pode solicitar a realização do procedimento até as 12 primeiras semanas de gestação. A solicitante é recomendada a procurar aconselhamento médico sobre os riscos e consequências do procedimento, tal assistência é fornecida pelo Estado. Entre a 12ª e a 18ª semanas de gravidez, o pedido passa por um conselho para avaliação. Após a 18ª semana, só é realizado do aborto caso o feto seja inviável ou coloque em risco a vida da mulher.

## Legislação

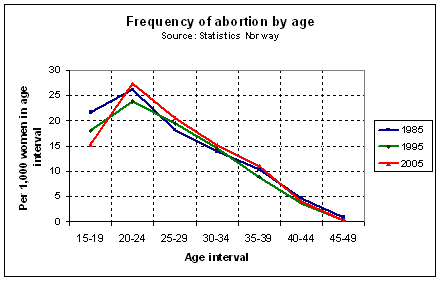
Índices de aborto por idade

A legislação do país garante à mulher o direito de fazer aborto por qualquer motivo, sem necessidade de justificativa de força maior. Até os 16 anos de idade, o aborto deve ser feito com o consentimento dos pais da adolescente. Após isso, exceto em casos de doença mental, apenas a mulher pode decidir por fazer o aborto ou não. Até a 12ª semana de gestação, o aborto é realizado com pouca burocracia. Após esse tempo, a mulher que quiser abortar deverá fazer uma solicitação ao governo que será analisada por uma comissão de médicos. Nesses casos, deve haver justificativa para o procedimento. Após a 18ª semana, já não se pode realizar o aborto a não ser que a mulher esteja correndo risco de vida. A interrupção da gravidez é realizada em qualquer instituição autorizada até a 12ª semana de gestação e, após isso, obrigatoriamente em um hospital.
Após a 12ª semana, o aborto é permitido na maioria das vezes, nos seguintes casos:
- Se a gravidez pode causar problemas físicos ou mentais para a mulher.
- Se há um grande risco de o feto sofrer de uma doença incurável grave.
- Se a gravidez é resultante de estupro ou outro ato criminoso.
- Se a mulher sofre de doença mental.

Após a 18ª semana de gestação, dificilmente o aborto é permitido. Os motivos para fazê-lo depois desse período devem ser particularmente importantes ou caso o feto seja comprovadamente inviável. A pena para qualquer pessoa que induzir o aborto sem autorização judicial é de detenção de três anos. Também existe pena para quem dá informações erradas sobre o procedimento ou divulga informações confidenciais de pacientes. A pena para esses crimes varia de multa a até três meses de prisão. Não há pena para o aborto auto-induzido.